# Tarantski zaljev
Tarantski zaljev (talijanski: Golfo di Taranto) je zaljev u Jonskom moru na jugu Italije. 
Ovaj zaljev koji je gotovo četvrtastog oblika i koji je širok i dugačak oko 140 km, omeđuju rtovi Santa Maria di Leuca na istoku u Apuliji i Colonna na zapadu u Kalabriji. 
Najveće rijeke koje se ulijevaju u ovaj zaljev su Basento, Sinni i Agri. Najvažniji gradovi na zaljevu su Taranto i Gallipoli. Ovdje su nađene mnoge grčke kolonije iz razdoblja Magne Graecije.